# النصب التذكاري لشهداء الأشعة السينية
النصب التذكاري لشهداء الأشعة السينية من جميع الأمم (بالألمانية: Ehrenmal der Radiologie) هو نصب تذكاري يقع في هامبورغ، ألمانيا، لإحياء ذكرى الذين لقوا حتفهم بسبب عملهم باستخدام الأشعة في الطب، وخاصةً الأشعة السينية. تم كشف النقاب عنها على أرض مستشفى سانت جورج (سانت جورج) (المعروف الآن باسم أسكليبيوس كلينيك سانت جورج)، في 4 أبريل 1936 من قبل جمعية رونتجن في ألمانيا.
عندما تم الكشف عن النُّصب، تضمن 169 اسمًا، من خمسة عشر دولة، مدرجة أبجديًا؛  بحلول عام 1959 كان هناك 359، مع الإضافات المدرجة في أربع لوحات حجرية منفصلة، بجانب النص الأصلي نصب تذكاري عمودي.